# Wyżnica (województwo lubelskie)
Wyżnica – wieś w Polsce położona w województwie lubelskim, w powiecie kraśnickim, w gminie Dzierzkowice.
W latach 1975–1998 miejscowość administracyjnie należała do ówczesnego województwa lubelskiego.
Wieś stanowi sołectwo gminy Dzierzkowice. Według Narodowego Spisu Powszechnego (III 2011 r.) wieś liczyła 492 mieszkańców.
Wierni Kościoła rzymskokatolickiego należą do parafii św. Józefa Robotnika w Kraśniku.

## Historia
W r. 1377 Ludwik Węgierski, król węgierski i polski nadaje Wyżnicę wraz z innymi dobrami braciom: Dymitrowi i Iwanowi, dziedzicom Klecia (Kod. Małop., III, 310). W połowie XV wieku wieś Wyżnica w parafii Kraśnik, miała 8 łanów kmiecych z których dziesięcinę, wartości 8 grzywien dawano wicescholasterii sandomierskiej (Długosz L.B. t.I, s. 340; t.II, s.500). Według registru poborowego powiatu urzędowskiego z r. 1531 wieś Wyżnica (Wiśnicza) i Suchinia, w parafii Kraśnik, miały 8 łanów i 1 młyn. W roku 1676 wieś „Wytnica”, w parafii Kraśnik, daje pogłówne od 56 osób. Katarzyna Borkowska płaci od siebie, panny szlachcianki i 3 osób dworskich (Pawiński, Kod. Małop., 374 i 26a).